# Wuppertaler Trinkwasserversorgung

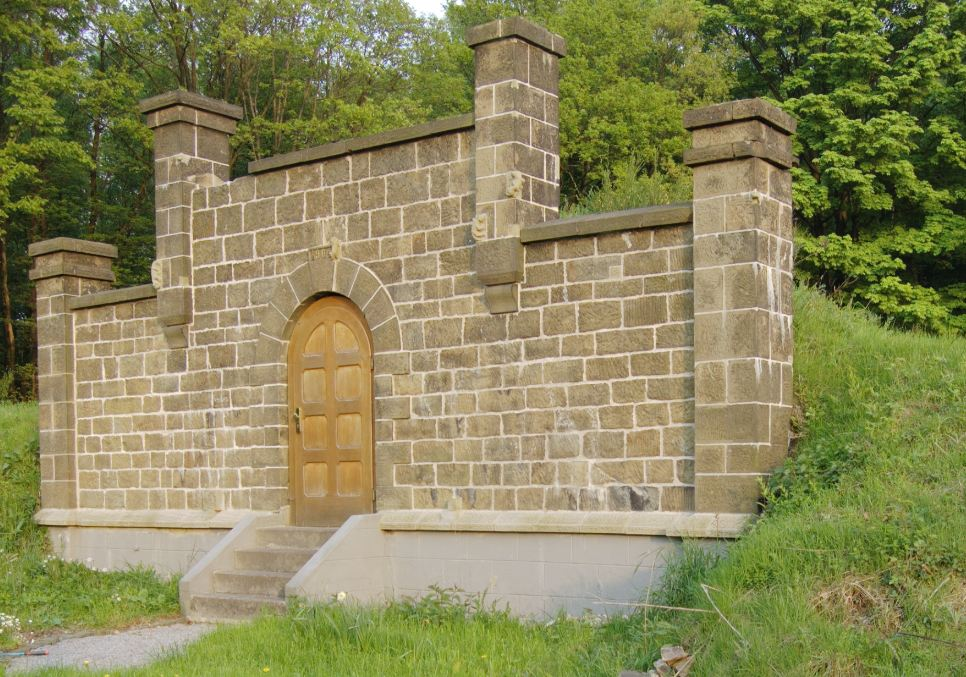
Der Wasserbehälter in Wuppertal-Langerfeld auf dem Ehrenberg

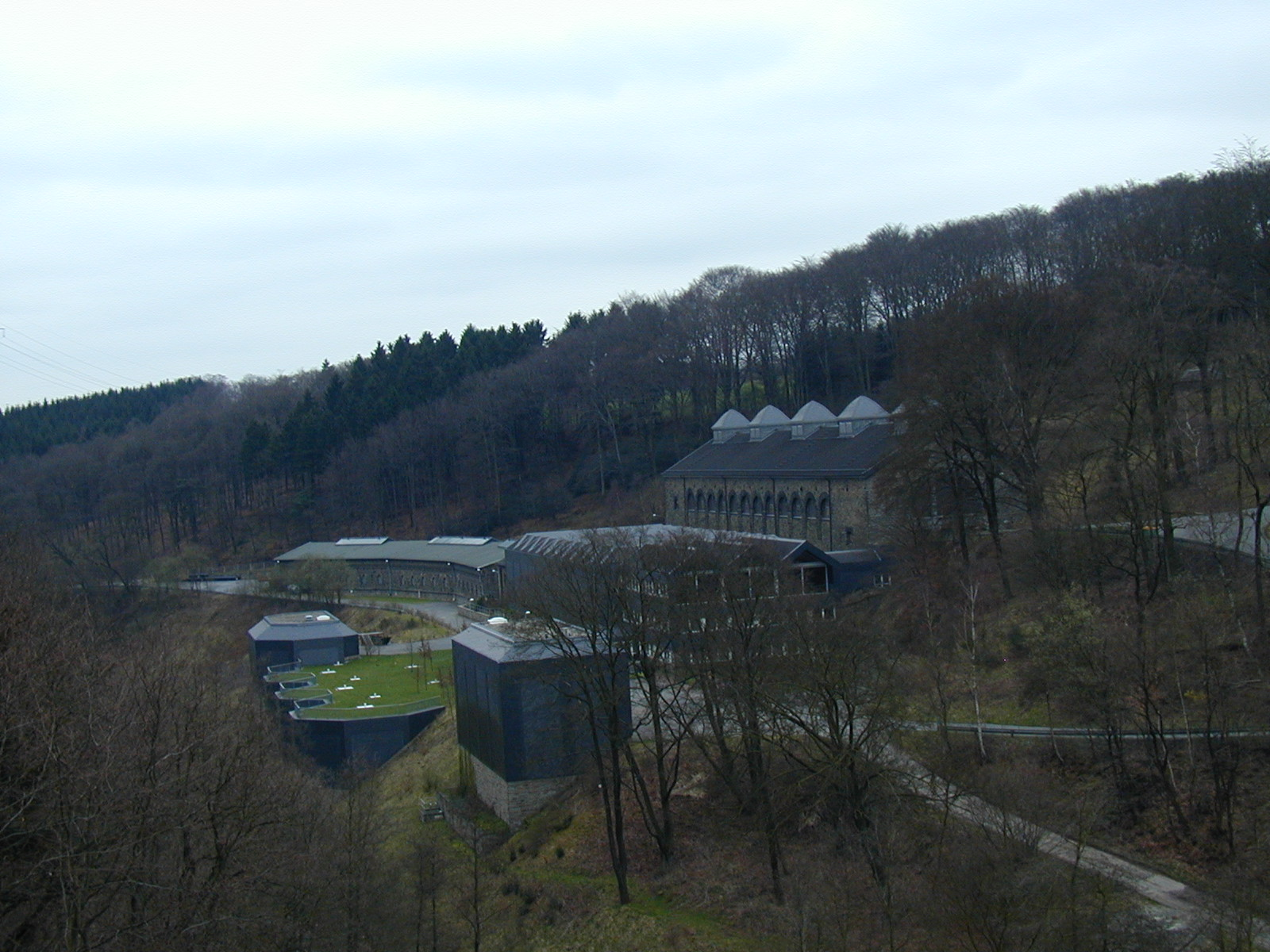
Das Wasserwerk Herbringhausen an der Oberen Herbringhauser Talsperre

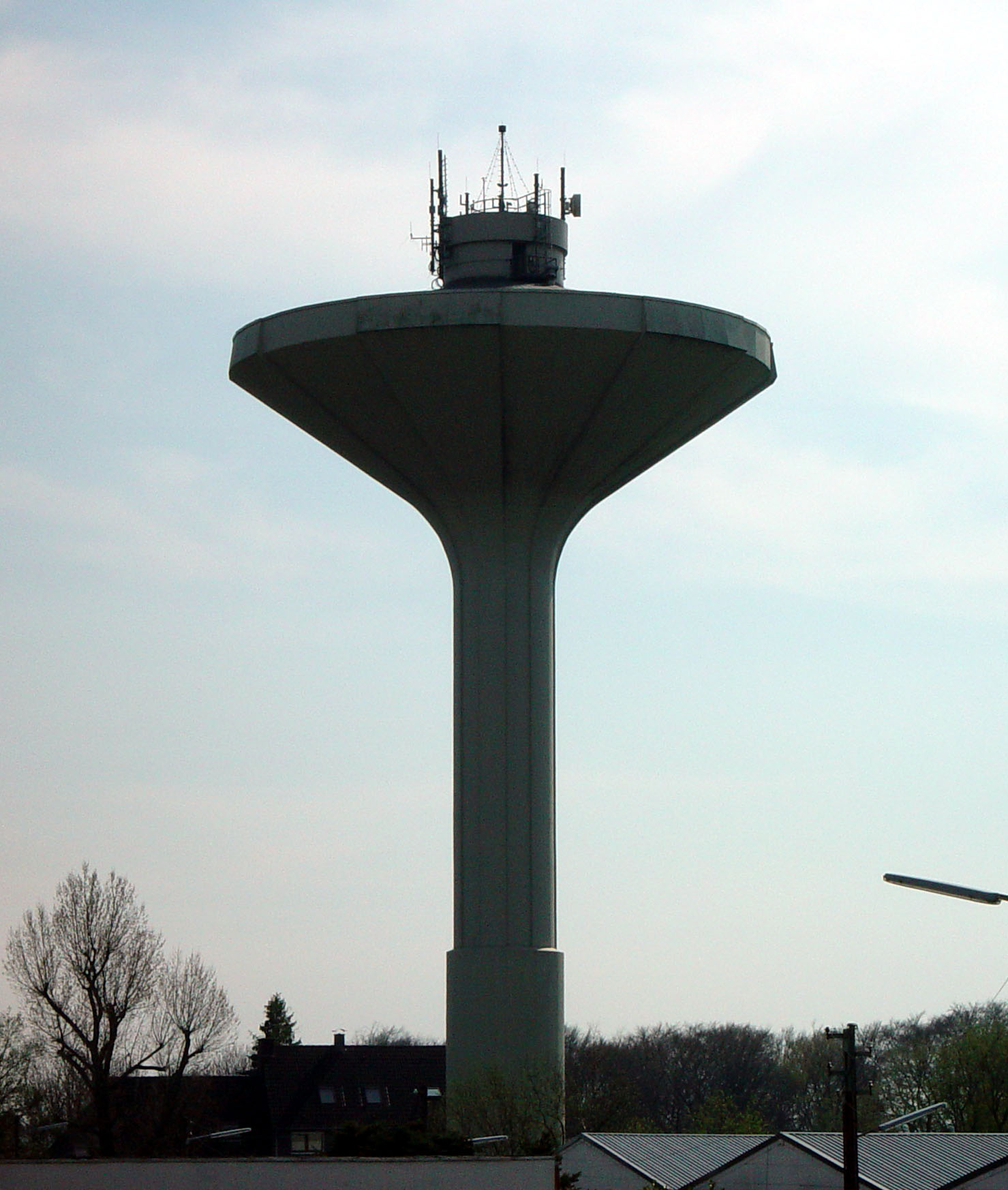
Der Nächstebrecker Wasserturm

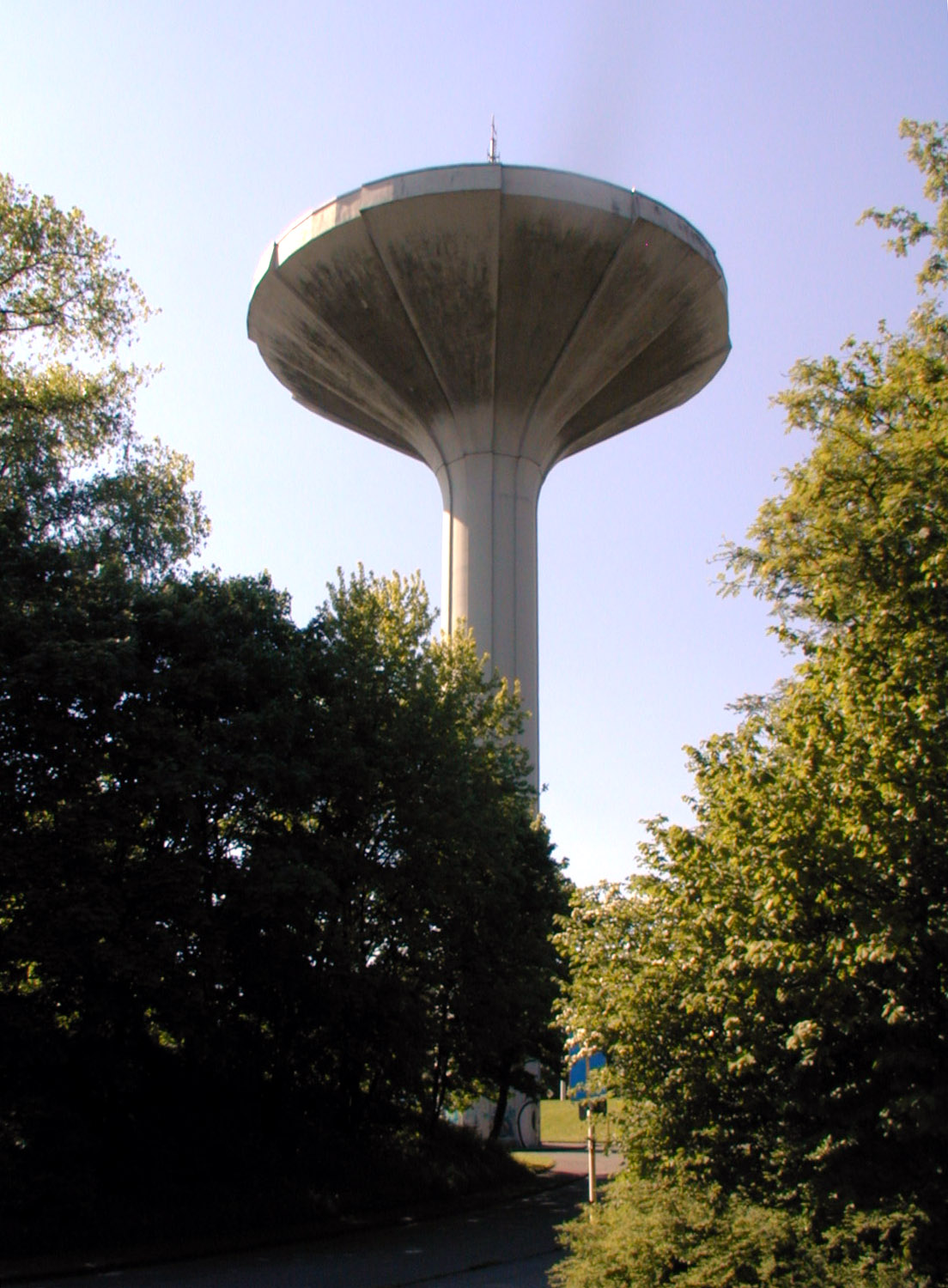
Der Lichtscheider Wasserturm

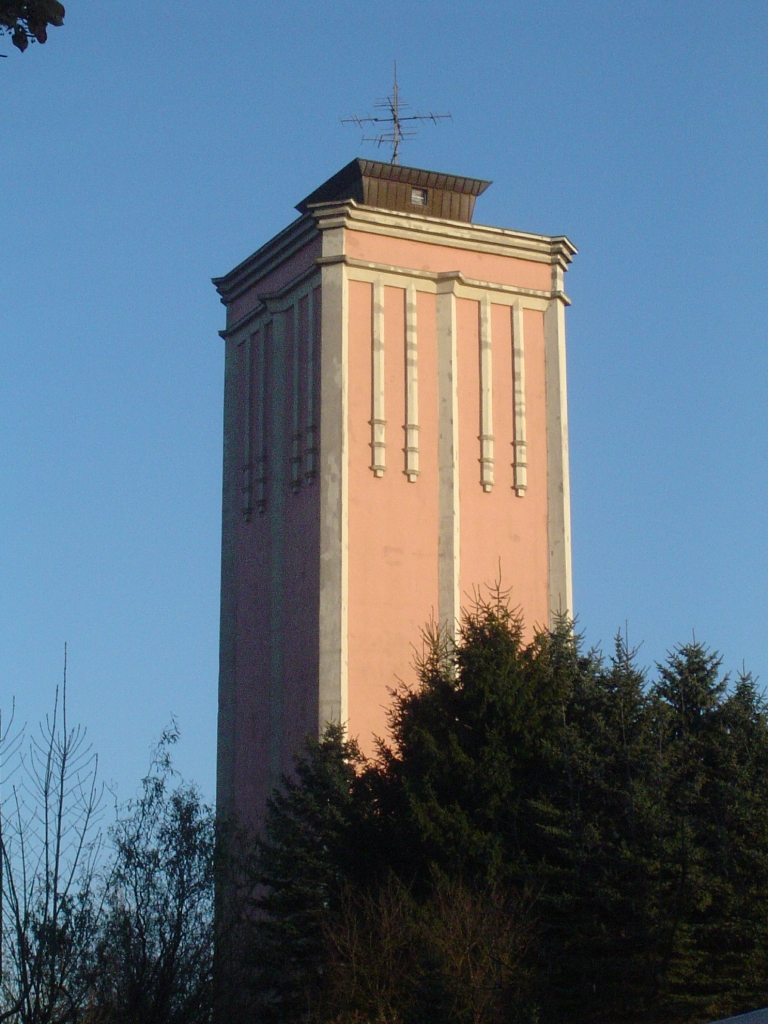
Das Atadösken in Katernberg

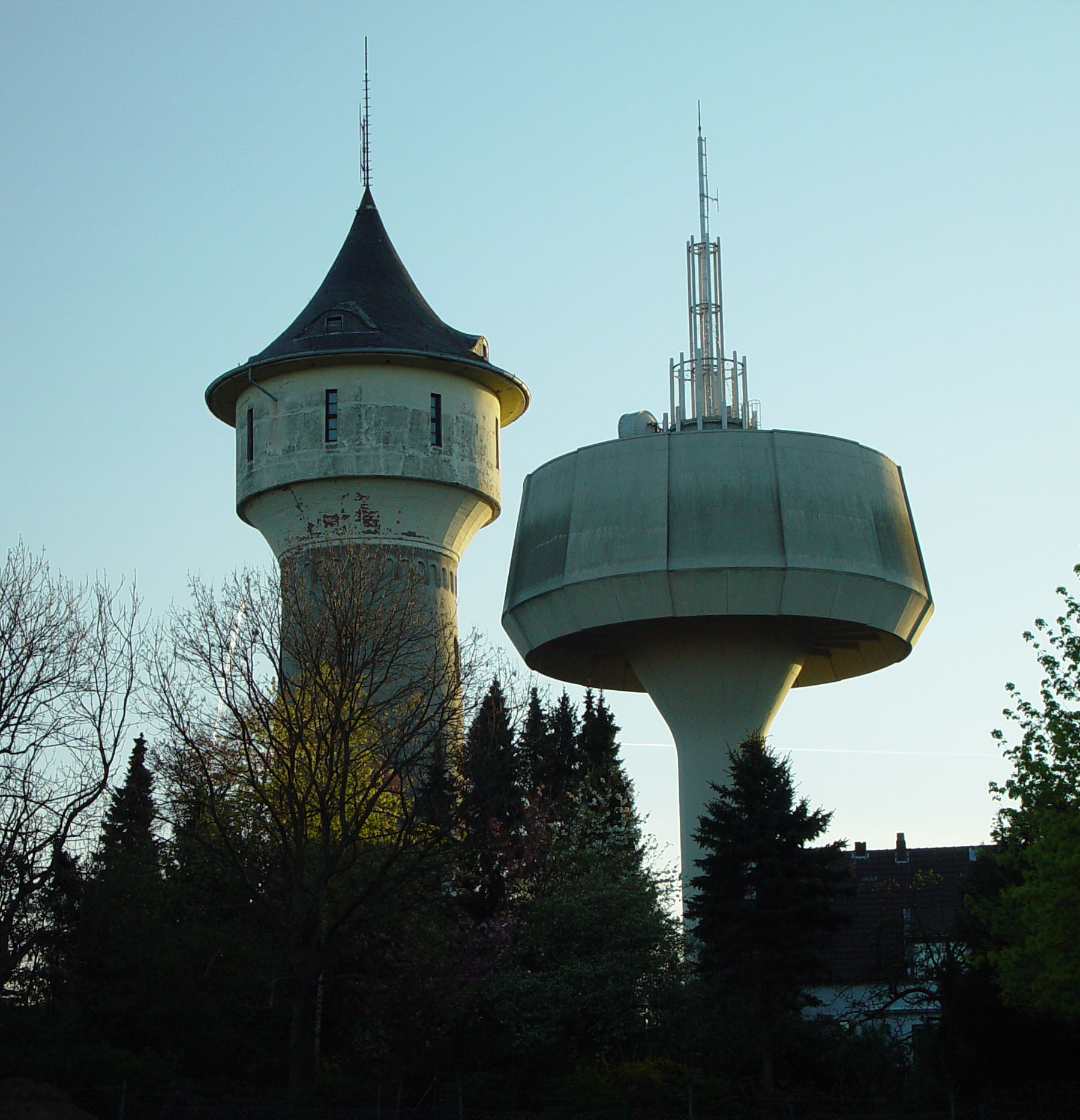
Alter und neuer Hatzfelder Wasserturm

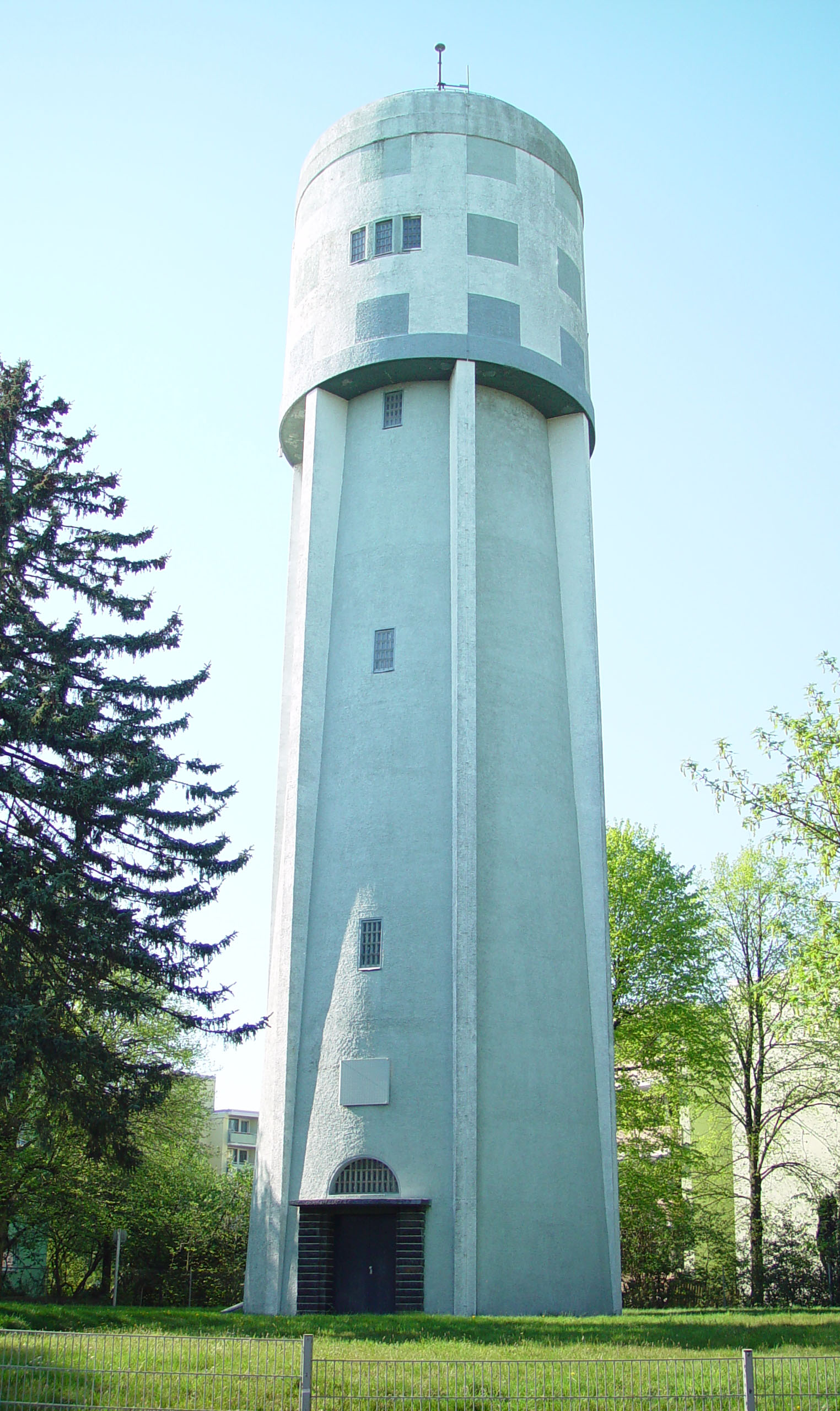
Wasserturm Roßkamper Höhe

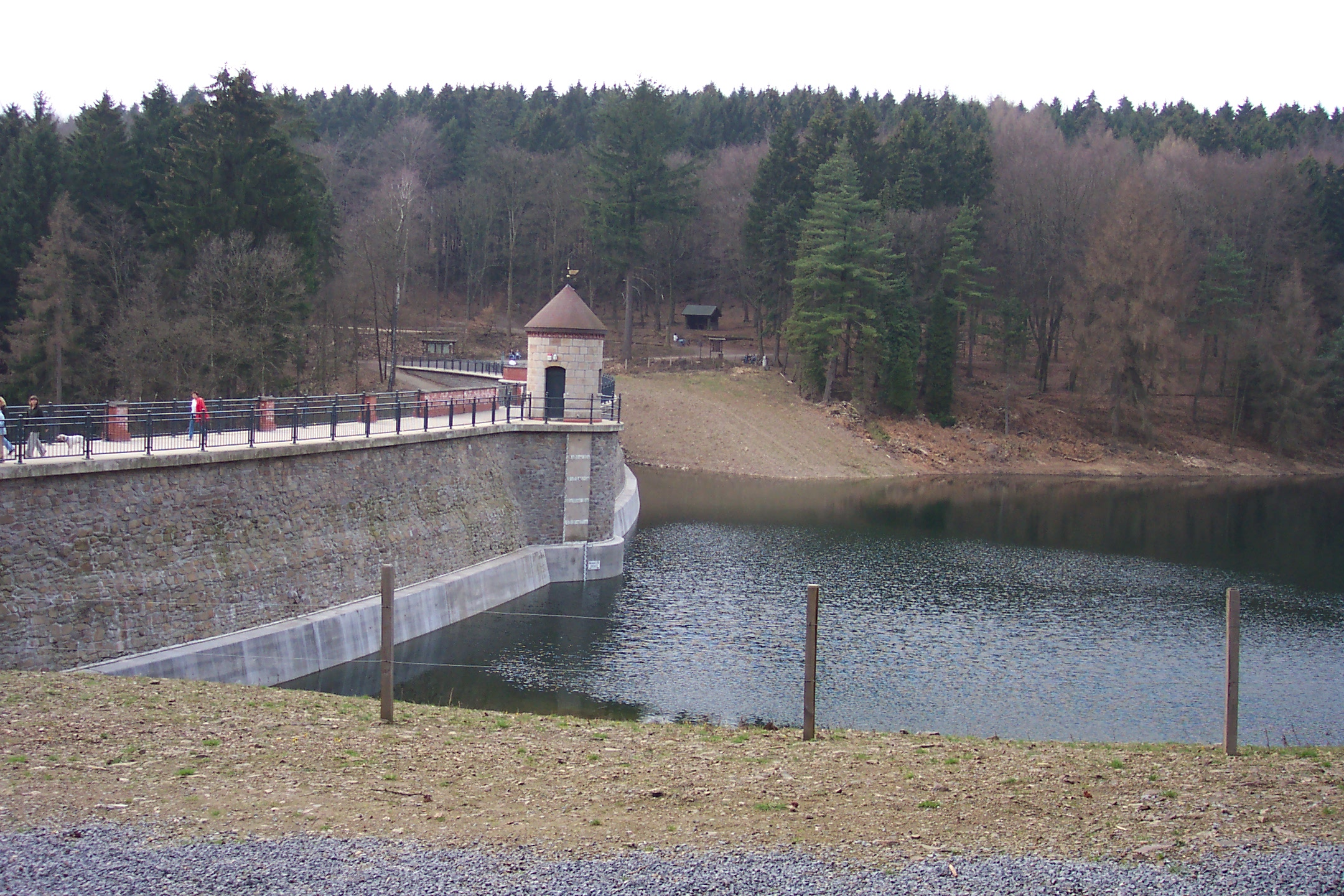
Ronsdorfer Talsperre

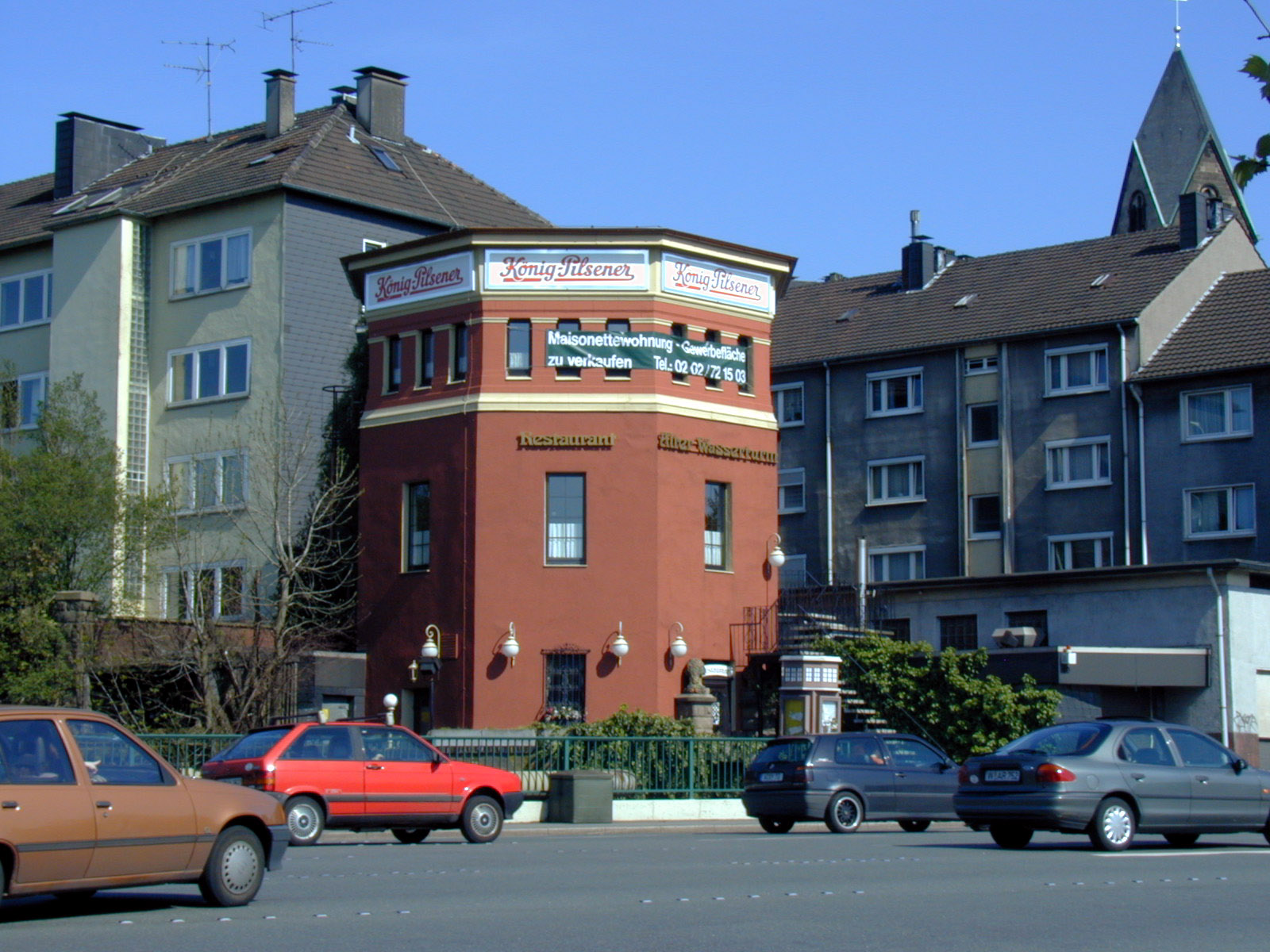
Ehemaliger Wasserturm des Steinbecker Betriebswerks

Das Wuppertaler Trinkwasser stammt aus drei Quellen, deren Erschließung historisch bedingt ist. Noch heute weist das Versorgungsnetz Strukturen aus der Zeit vor der Vereinigung der Großstädte, Städte und Gemeinden Elberfeld, Barmen, Cronenberg, Ronsdorf, Beyenburg, Vohwinkel, Sonnborn und Langerfeld im Jahr 1929 zur Großstadt Wuppertal auf.

## Geschichte
Im 19. Jahrhundert erfuhr die Wupperregion einen enormen industriellen Aufschwung, der einen starken Bevölkerungszuwachs zur Folge hatte. Mitte der 1880er Jahre besaßen die beiden benachbarten Städte Elberfeld und Barmen jeweils mehr als 100.000 Einwohner und wuchsen somit zu bedeutenden Industrie- und Großstädten heran. Die Versorgung mit Gas, Strom und Trinkwasser konnte der rasanten Entwicklung lange Zeit nicht Schritt halten und schlechte hygienische Zustände, vor allem in den Arbeitervierteln, waren die Folge.
Die Wupper als Trinkwasserlieferant fiel aus, denn der Fluss war durch die vielen Einleitungen der Textil- und Chemieindustrie sowie durch Fäkalien zu stark verschmutzt, um Uferfiltrate gewinnen zu können. Die Städte und Gemeinden überlegten sich daher andere Konzepte, um eine verlässliche Trinkwasserversorgung sicherzustellen.

### Elberfeld (bis 1929)
Das Städtische Wasserwerk Elberfeld ging im Oktober 1879 in Betrieb. Es befand sich aber nicht auf dem eigenen Stadtgebiet, sondern in Benrath, einem heutigen Stadtteil von Düsseldorf. Gewonnen wurde das Wasser des Rheins, das im Uferbereich versickerte und in Brunnen gesammelt wurde. Die Versickerung wirkte als Filter und befreite das belastete Wasser des Stroms von Verschmutzungen.
Nach den ersten Planungen von 1869 sollte das Rheinuferfiltrat über Hilden und Haan zu einem Wasserreservoir in der Flur Polnische Mütze gepumpt und dort weiter nach Elberfeld geleitet werden. Ein Wasserbehälter am Straßenzug Grünewalder Berg am Ölberg sollte anschließend die Versorgung der tiefer gelegenen Stadtteile Elberfelds und auch Barmens übernehmen. Barmen beabsichtigte zunächst sich an dem Vorhaben zu beteiligen, wollte aber die geologisch bedingten Zusatzkosten für die Erweiterung des Rohrnetzes bis ins eigene Stadtgebiet hinein nicht tragen und verabschiedete sich schließlich doch von dem Projekt.
Daher entschloss sich der Elberfelder Stadtrat am 31. Oktober 1876 zu einem Alleingang und erwarb ein 3,5 Hektar großes Gelände in einer Benrather Rheinschleife. Die Brunnen wurden 1877 gegraben und es wurde eine 1100 PS starke Dampfmaschine für das Pumpwerk errichtet, die die 180 Meter Höhenunterschied zum Wasserbehälter Bolthausen (2021 abgerissen) ⊙ in Vohwinkel zu überwinden half. Vohwinkel und Sonnborn profitierten ebenfalls von der 17 Kilometer langen Rohrleitung, die ab dem 19. April 1879 betriebsbereit war. Am 15. Oktober 1879 fand schließlich die feierliche Einweihung durch Oberbürgermeister Adolf Hermann Jaeger statt.
Da der Wasserbedarf ständig wuchs, erreichte die Wasserleitung bald ihre Kapazitätsgrenze. Eine zweite Rohrleitung wurde zwischen 1893 und 1896 gelegt und die Anzahl der Benrather Brunnen auf neun erhöht. Die Kapazitäten reichten nun aus, um auch den Cronenberger Ortsteil Hahnerberg zu versorgen, in dem 1892 ein eigener Wasserturm errichtet wurde. Außerdem wurden dadurch auch Teile von Gräfrath, Neviges, Haan, Hilden und auch Benrath selbst versorgt.
Um Spitzenverbräuche noch bedienen zu können, wurde um 1900 ein Vertrag mit Barmen geschlossen, um Wasser aus den beiden Barmer Talsperren einfließen lassen zu können. Zwischen 1926 und 1931 wurde das Wasserwerk Benrath modernisiert und erweitert. Unter anderem wurde die Dampfmaschine durch Elektropumpen ersetzt und die Brunnen auf 22 Stück erweitert. Das Wasserwerk Elberfeld in Benrath ist bis heute im Betrieb und ein wichtiger Stützpfeiler der Wuppertaler Trinkwasserversorgung.
Als Wasserspeicher wurde 1927 der Wasserturm am Pfaffenhaus erbaut, siehe Hauptartikel Atadösken.

### Barmen (bis 1929)
Nachdem Barmen sich aus dem Benrather Projekt verabschiedet hatte, verfolgte es ein eigenes Konzept; der Bezug von Ruhruferfiltrat. Daher wurde im Jahr 1883 das Gemeinschaftswasserwerk Volmarstein bei Wetter an der Ruhr, auch Barmer Wasserwerk genannt, erbaut. Neben der lokalen Versorgung der Gemeinde Volmarstein wurde das aus sieben Tiefbrunnen gewonnene Ruhruferfiltrat in Rohren mit 50 Zentimeter Durchmesser bis nach Barmen zum Alten Hatzfelder Wasserturm gepumpt. Ein weiterer zu Anfang mit Ruhrwasser befüllter Wasserbehälter für die Versorgung der Stadtteile Rott, Sedansberg und Wichlinghausen befindet sich bei Mallack ⊙. Er ist mit einem Rauminhalt von 5.700 Kubikmetern einer der größeren der Stadt und besteht aus zwei Kammern mit verputzten Ziegelmauern und einer auf Säulen ruhenden Gewölbedecke. Er wird seit 1982 mit Talsperrenwasser befüllt.
Ein kleines Wasserwerk wurde 1883 am oberen Grillparzerweg in Betrieb genommen und eine Pumpstation pumpte von dort das Wasser hoch zum Lichtscheider Wasserturm.
Zusätzlich wurden zwei Talsperren zur weiteren Versorgung geschaffen, die von 1898 bis 1900 errichtete Barmer Talsperre zwischen Beyenburg und Lennep (heute Herbringhauser Talsperre) und die zwischen 1908 und 1912 errichtete Kerspetalsperre an der Grenze von Halver, Kierspe und Wipperfürth. Zwei Rohrstollen verbanden beide Talsperren miteinander, deren Rohwasser im Herbringhauser Wasserwerk am Fuße der Staumauer der Oberen Herbringhauser Talsperre aufbereitet wurde.

### Cronenberg (bis 1929)
Die Stadt Cronenberg besaß im 19. Jahrhundert am Burgholzbach ein eigenes Wasserwerk mit Pumpstation ⊙, deren zwei Pumpen mit je 15 PS das Wasser aus fünf Brunnen am Bach zum nahe gelegenen, am 26. Oktober 1888 eröffneten Wasserturm Neuenhaus ⊙ hochbeförderten. Das Cronenberger Rohrnetz besaß zu dieser Zeit eine Länge von 19.200 Meter und reichte bis in die abgelegeneren Ortsteile wie Hintersudberg. Am 26. Februar 1966 wurde der Wasserturm vom Leitungsnetz genommen und im Juni 1966 niedergelegt. Die als Ersatz des Wasserturms dienende, zeitgleich eingerichtete Pumpstation wurde 1979 von einem Dreikammernwasserbehalter abgelöst, der seitdem von der Pumpstation Schwarzer Weg ⊙ und dem Lichtscheider Wasserturm befüllt wird.
In Hahnerberg ⊙ wurde von 1890 bis 1891 aus roten Ziegeln der 35 Meter hohe Wasserturm Hahnerberg errichtet, der ein Fassungsvermögen von 120 Kubikmeter besaß und über ein Pumpwerk am heutigen Klever Platz mit Elberfelder Wasser versorgt wurde. Der Turm wurde schon am 4. Oktober 1939 offiziell aufgrund fortschreitender Baufälligkeit gesprengt. Inoffiziell musste der Turm weichen, da die nationalsozialistischen Machthaber den Turm als gut erkennbare Landmarke für Luftangriffe ausschalten wollten. Der Turm spielte 1920 noch eine kurze Episode im Kapp-Putsch, als ein auf ihm stationierter Maschinengewehrposten einen Zug von 1000 Arbeitern beschoss und neun Menschen tödlich verletzte.

### Ronsdorf (bis 1929)
Die Stadt Ronsdorf errichtete zur Trinkwasserversorgung 1898 nach Plänen des Aachener Professors Otto Intze die Ronsdorfer Talsperre, deren Wasser zum Ronsdorfer Wasserturm ⊙ hochgepumpt wurde. Der in Nähe der Gaststätte „Die Wolfskuhle“ nahe der heutigen Parkstraße von 1902 bis 1903 erbaute Wasserturm lag 346 Meter über dem Meeresspiegel und damit auf dem höchsten Punkt des Ortes. Im Zweiten Weltkrieg erlitt er starke Schäden und musste abgerissen werden. Ab dem Jahre 1954 wurde die Ronsdorfer Talsperre nicht mehr als Trinkwassertalsperre genutzt.

### Vohwinkel
Die Vohwinkler Wasserversorgung, gespeist mit dem Elberfelder Wasser, wurde ab den 1930er Jahren durch den Wasserturm auf der Roßkamper Höhe ⊙ gewährleistet. Der Turm ist noch heute in Funktion, allerdings nur als Standort für drehzahlgeregelte Pumpen, welche so den Wasserdruck gewährleisten. Der eigentliche Wasserbehälter, welcher sich im oberen Teil des Turmes befindet, wurde außer Betrieb genommen. In Bolthausen befand sich zudem der zentrale Wasserspeicher (Erdbehälter) des Wasserwerks Benrath, welcher 2008 außer Betrieb gestellt wurde.

### Langerfeld (bis 1929)
Bis Ende des 19. Jahrhunderts erfolgte die Wasserversorgung des Dorfs Langerfeld und der umliegenden Höfe mit Brunnen und öffentlichen Fontänen. Im Jahr 1898 wurde im Dahl an der Schwelme ein Wasserwerk mit Pumpstation errichtet und auf dem Hedtberg ein Wasserbehälter angelegt, der 1945 durch Bomben zerstört wurde. Das Wasser der Schwelme war zeitweise aber von so schlechter Qualität und zudem auch noch unzureichend, so dass das Wasserwerk Dahl nur wenige Jahre später wieder aufgegeben wurde. Von 1902 bis 1904 wurde die Ennepetalsperre gebaut, von der Langerfeld als Teil des Kreises Schwelm ebenfalls versorgt werden sollte.
Ab 1905 bezog Langerfeld, das sich am Bau der Talsperre finanziell beteiligt hatte, nun Trinkwasser aus dem Wasserbauwerk. Langerfeld baute im gleichen Jahr einen Hochbehälter auf dem Ehrenberg ⊙, von dem zusammen mit dem Wasserbehälter auf dem Hedtberg ⊙ die südlichen Ortsteile versorgt wurden. Die nördlichen Ortsteile wurden von der Wasserbehälter Hottenstein ⊙ mit Wasser des Barmer Wasserwerks versorgt.
Der Wasserbehälter auf dem Ehrenberg wurde bis 1979 genutzt. Heute dient der bunkerähnliche Bau als extravagantes Wohnhaus. Der Wasserbehälter auf dem Hedtberg wurde 1979 wieder aufgebaut und ersetzt seitdem alle anderen Langerfelder Wasserspeicher.

### Wuppertal (ab 1929)
1929 wurden Wuppertal als Zusammenschluss der Großstädte, Städte und Gemeinden Elberfeld, Barmen, Cronenberg, Ronsdorf, Beyenburg, Vohwinkel, Sonnborn und Langerfeld neu gegründet. Die bisher nur wenig miteinander vernetzte Infrastruktur der Wasserversorgung konnte nun ebenfalls vereint werden.
Im Zweiten Weltkrieg blieb das Wasserwerk Elberfeld in Benrath zwar verschont, aber die Rohrleitungen zum Wasserbehälter Bolthausen wurden stark zerstört. Nach Kriegsende stand das Werk dennoch zur Disposition, da sich dort Industrieanlagen ansiedeln wollten. Die am 1. Juli 1947 gegründete Wuppertaler Stadtwerke AG konnte diese Planungen durch Ausgleichszahlungen aber abwenden und das Werk blieb erhalten. Bis heute ist es mit seiner linksrheinischen Erweiterung Auf dem Grind aus den Jahren 1952 bis 1954, die durch einen 430 Meter langen Düker unter dem Rhein an das alte Werk angebunden ist, ein Hauptbestandteil der Wuppertaler Trinkwasserversorgung. Um die Qualität des Rheinuferfiltrats zu verbessern, wurde 1963 eine Aufbereitungsanlage und 1976 eine Aktivkohlefilterung mit einer Wasserenthärtungsanlage in Benrath errichtet.
Ende der 1950er Jahre vereinbarte die Stadt Wuppertal mit dem Wupperverband den Bau der Dhünntalsperre (Stauinhalt 7,5 Mio. m³), da es in den Sommermonaten zu Engpässen kam. Diese Talsperre wurde von 1975 bis 1986 zur Großen Dhünntalsperre (Stauinhalt 81 Mio. m³) erweitert. Das Wasser wird von einer Pumpstation in Dabringhausen und dem Pumpwerk 3 an der Morsbachtalstr. zu einem aus sechs Kammern bestehenden und insgesamt 60.000 Kubikmeter fassenden Wasserbehälter unter dem Sportplatz Oberbergische Straße ⊙ gepumpt.
Der Alte Wasserturm Lichtscheid ⊙, ein Ziegelbau auf dem höchsten Punkt Wuppertals (Lichtscheid), wurde am 2. Dezember 1977 gesprengt und durch den neuen Lichtscheider Wasserturm ⊙ nur wenige hundert Meter weiter ersetzt. Der optisch gleiche Wasserturm Nächstebreck ⊙ wurde im Wuppertaler Nordosten an der Grenze zu Sprockhövel erbaut.
Der Bezug von Ruhruferfiltrat wurde 1982 eingestellt, das Barmer Wasserwerk wurde an den lokalen Versorger Gevelsberger AVU abgetreten. Gleichzeitig wurde über einen Ersatz des Alten Hatzfelder Wasserturm nachgedacht. In den Jahren 1983 und 1984 wurde nur wenige Meter neben dem alten Wasserturm der neue Hatzfelder Wasserturm ⊙ errichtet.

## Zahlen und Fakten
Heute stammt ein Drittel des Wuppertaler Trinkwassers (8,7 Mio. m³) aus dem Wasserwerk in Benrath. Der Härtegrad des von dort bezogenen Wassers beträgt II. Von der Großen Dhünntalsperre kommen über das Wasserwerk Dabringhausen weitere zwölf Millionen Kubikmeter Trinkwasser. Die restlichen sechs Millionen Kubikmeter bezieht Wuppertal aus der Oberen Herbringhauser Talsperre und der Kerspetalsperre und wird am Wasserwerk an der Herbringhauser Talsperre aufbereitet. Das Talsperrenwasser besitzt den Härtegrad I. Je nach Stadtteil ist das Mischungsverhältnis und somit der Härtegrad der drei Hauptquellen des Trinkwassers unterschiedlich. Der Anteil von Rheinuferfiltrat ist im Westen der Stadt aufgrund der näheren Lage des Wasserwerks in Benrath höher. Insgesamt umfasst das Wasserversorgungsnetz eine Länge von 1200 Kilometern.

### Wasserspeicher in Nutzung
- Wasserturm Pfaffenhaus, („Atadösken“)
- Wasserturm Lichtscheid
- Wasserturm Hatzfeld
- Wasserbehälter Nützenberg
- Wasserbehälter Hedtberg
- Wasserbehälter Laaken
- Wasserbehälter Tesche
- Wasserbehälter Sportplatz Oberbergische Straße
- Wasserbehälter Mallack
- Wasserbehälter Neuenhaus
- Wasserbehälter Beyenburg
- Wasserbehälter Kiesberg

### Niedergelegte Wassertürme
- Alter Lichtscheider Wasserturm
- Dönberger Wasserturm
- Ronsdorfer Wasserturm
- Wasserturm Hahnerberg
- Wasserturm Neuenhaus („Drei-Kaiser-Wasserturm“)
- Wasserturm Tesche
- Wasserturm Kopernikusstraße Barmen

### Wasserspeicher außer Funktion
- Alter Hatzfelder Wasserturm
- Wasserturm Roßkamper Höhe
- Wasserbehälter Hottenstein
- Wasserbehälter Ehrenberg
- Wasserbehälter Bolthausen
- Wasserbehälter Forststraße
- Wasserbehälter Eichenhofer Weg
- Wasserturm Nächstebreck
- Wasserbehälter Springen

### Ehemalige Wassertürme der Bahn
- Wasserturm des Steinbecker Betriebswerks
- Wasserturm des Mirker Betriebswerks
- Wasserturm des Vohwinkler Bahnhofs
- Wasserturm Güterbahnhof Wichlinghausen (Am Diek)